# 聖何塞德玻利瓦爾
聖何塞德玻利瓦爾（西班牙語：San José de Bolívar），是委內瑞拉的城鎮，位於該國西南部塔奇拉州，是米蘭達市的首府，距離聖克里斯托瓦爾98公里，海拔高度1,500公尺，主要經濟活動是農業。